# Слобозия-Кишкарены
Слобозея-Кишкарены (рум. Slobozia-Chişcăreni, Слобозия-Кишкэрень) — село в Сынжерейском районе Молдавии. Наряду с сёлами Кишкарены и Николаевка входит в состав коммуны Кишкарены.

## География
Село расположено на высоте 79 метров над уровнем моря.

## Население
По данным переписи населения 2004 года, в селе Слобозия-Кишкэрень проживает 1461 человек (718 мужчин, 743 женщины).
Этнический состав села:
| Национальность | Число жителей | Процентный состав |
| -------------- | ------------- | ----------------- |
| украинцы       | 858           | 58.73             |
| молдаване      | 248           | 16.97             |
| русские        | 10            | 0.68              |
| болгары        | 3             | 0.21              |
| румыны         | 2             | 0.14              |
| гагаузы        | 1             | 0.07              |
| Всего          | 1461          | 100%              |